# Dropping Knowledge

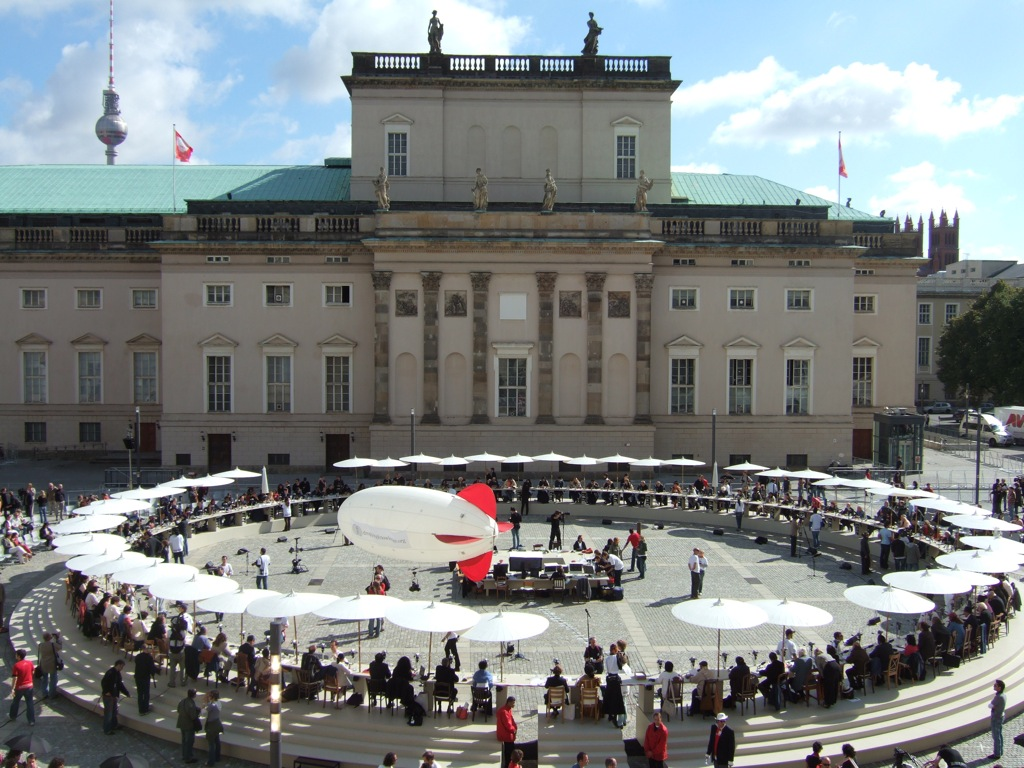
Der runde Tisch auf dem Bebelplatz, Berlin am 9. September 2006

Dropping Knowledge (engl. für Wissen schaffen/hinterlassen) ist eine Non-Profit-Organisation, die im Sommer 2003 vom Regisseur Ralf Schmerberg, der Filmemacherin Cindy Gantz und der Aktivistin Jackie Wallace mit dem Ziel gegründet wurde, einen weltumspannenden Dialog über die großen Probleme der Welt zu schaffen. Auf der Webseite des Projektes wurden Fragen zusammengetragen, die sich an eine Veranstaltung mit dem Namen „Table of Free Voices“ (englisch für „Tisch der freien Stimmen“) richten. Dieser Runde Tisch fand am 9. September 2006 auf dem Berliner Bebelplatz mit 112 Prominenten an dem größten runden (bzw. ringförmigen) Tisch der Welt mit 38 Metern Durchmesser statt, um 100 dieser Fragen zu beantworten.
Die Antworten wurden aufgezeichnet, mitgeschrieben und – falls nötig – ins Englische übersetzt. Sie sollten die Basis für ein webbasiertes Diskussionsforum bilden.

## Prominente Teilnehmer
- Yassin Adnan
- Martín Almada
- Udi Aloni
- Ekaterina Moshaeva
- Homero Aridjis
- Mohammed Arkoun
- Anthony Arnove
- Jwan M. Aziz
- Rodrigo Baggio
- Dedi Baron
- Mark Benecke
- Ana Lucy Bengochea
- Sihem Bensedrine
- Roland Berger
- Abbas Beydoun
- Andries Botha
- Kamal Boullata
- Tania Brugera
- Donato Bayu Bay Bumacas
- Gladman Chibememe
- Robbie Conal
- Bora Ćosić
- Catherine David
- Hans-Peter Dürr
- Steve Earle
- Rachid ElDaif
- Sabiha El-Zayat-Erbakan
- Jodie Evans
- Benjamin Fahrer
- Raymond Federman
- Giora Feidman
- Viviana Figueroa
- John Gage
- Ashok Gangadean
- Susan George
- Eddie Glaude
- Jonathan Granoff
- Jesper Green
- Nadja Halilbegovich
- Govindaswamy Hariramamurthi
- Mae-Wan Ho
- Lillian Holt
- Kigge Hvid
- Pico Iyer
- Bianca Jagger
- Bill Joy
- Dritëro Kasapi
- China Keitetsi
- Audrey Kitagawa
- Takashi Kiuchi
- Paul Knight
- Anuradha Koirala
- Song Kosal
- Michael Laitman
- Ervin László
- Yungchen Lhamo
- Fang Lijun
- Tegla Loroupe
- Geert Lovink
- Angaangaq Lyberth
- Sohrab Mahdavi
- Livingstone Maluleke
- Jerry Mander
- Neela Marikkar
- Fred Matser
- Jonathan Meese
- Mayank R. Mehta
- Valentina Melnikova
- Paul D. (aka DJ Spooky) Miller
- Anuradha Mittal
- Esther Mwaura-Muiru
- Helena Norberg-Hodge
- Oscar Olivera
- Vesna Pesic
- Mohau Pheko
- Leung Ping-Kwan
- Sydney Possuelo
- Eliane Potiguara
- Swami Pragyapad
- José Manuel Prieto
- Avi Primor
- Wolfram Putz
- Monira Rahman
- Lesego Rampolokeng
- Alvaro Restrepo
- Simon Retallack
- Stephanie Robinson
- Santiago Roncagliolo
- Masuma Bibi Russel
- Elisabet Sahtouris
- Masami Saionji
- Kailash Satyarthi
- Beverly Schwartz
- Norbert Servos
- Mahsa Shekarloo
- Sulak Sivaraksa
- Tavis Smiley
- Fernando Solanas
- Thenmozhi Soundararajan
- Timothy Speed
- Tamas St. Auby
- Jonathan Stack
- Pauline Tangiora
- Michael E. Tigar
- Oliviero Toscani
- Michael P. Totten
- Galsan Tschinag
- Benson Venegas
- Constantin von Barloewen
- Sima Wali
- Kurt Weidemann
- Tu Wei-ming
- Eliot Weinberger
- Brian J. Weller
- Wim Wenders
- Cornel West
- Harry Wu
- Shaobin Yang
- Irina Yasina
- Sanar Yurdatapan

## Fragen
Der Hauptbestandteil des Projektes sind die Fragen, die auf der Website zusammengetragen wurden. Die Hauptidee ist, dass lediglich durch das Stellen der richtigen Frage ein weltumspannender Dialog gestartet werden kann, welcher die Welt zum Besseren verändern kann. Aktuell hat Dropping Knowledge etwa 10000 Fragen zusammengetragen. Diese Fragen wurden hinsichtlich ihrer Relevanz in Bezug auf den Table of Free Voices bewertet.

## „Living Library“
Auf der Website des Projekts wurde ein Forum eingerichtet, in dem die Antworten der Teilnehmer des „Tisches“ von Besuchern diskutiert werden können, um eine anhaltende Diskussion über die Probleme der Menschheit zu fördern. Trotz der Benennung hat dieses Forum keinen Bezug zum Konzept der Living library.

## Dokumentarfilm
Ende 2010 veröffentlichte Ralf Schmerberg den Dokumentarfilm Problema, der die zentralen Fragen und die Antworten der Teilnehmer zusammenfasst.